# Pre-IPO
Pre-IPO – czyli niepubliczna emisja akcji, skierowana do inwestorów prywatnych, która ma poprzedzać emisję publiczną, czyli IPO (ang. initial public offering). Zazwyczaj inwestorami są wyspecjalizowane fundusze private equity oraz joint venture, które dysponują rozległą wiedzą na temat rynku i są gotowe ponosić większe ryzyko w zamian za możliwość osiągnięcia ponadprzeciętnych zysków.